# Mistrovství Severní Ameriky a Oceánie v rychlobruslení 2011
Mistrovství Severní Ameriky a Oceánie v rychlobruslení 2011 se konalo ve dnech 15. a 16. ledna 2011 v rychlobruslařské hale Utah Olympic Oval v americkém Kearns nedaleko Salt Lake City. Jednalo se o 13. mistrovství Severní Ameriky a Oceánie. Z předchozího šampionátu obhajoval titul pouze Američan Trevor Marsicano, Kanaďanka Kristina Grovesová nestartovala.
V Salt Lake City se popáté mistryní Severní Ameriky a Oceánie stala Kanaďanka Cindy Klassenová. Mezi muži poprvé zvítězil Američan Jonathan Kuck.

## Muži
| Pořadí           | Jméno              | Země        | 500 m       | 5 000 m       | 1 500 m       | 10 000 m       | Počet bodů |
| ---------------- | ------------------ | ----------- | ----------- | ------------- | ------------- | -------------- | ---------- |
| Zlatá medaile    | Jonathan Kuck      | USA         | 36,47 (4.)  | 6:19,93 (1.)  | 1:45,20 (3.)  | 13:20,24 (2.)  | 149,542    |
| Stříbrná medaile | Brian Hansen       | USA         | 35,99 (1.)  | 6:25,13 (3.)  | 1:44,19 (2.)  | 13:30,28 (3.)  | 149,747    |
| Bronzová medaile | Trevor Marsicano   | USA         | 36,18 (2.)  | 6:26,08 (4.)  | 1:43,99 (1.)  | 13:34,91 (4.)  | 150,197    |
| 4.               | Shane Dobbin       | Nový Zéland | 37,55 (8.)  | 6:21,41 (2.)  | 1:47,77 (6.)  | 13:16,58 (1.)  | 151,443    |
| 5.               | Lucas Makowsky     | Kanada      | 36,40 (3.)  | 6:34,91 (7.)  | 1:47,28 (4.)  | 13:53,08 (5.)  | 153,305    |
| 6.               | Justin Warsylewicz | Kanada      | 36,89 (5.)  | 6:34,38 (5.)  | 1:48,14 (7.)  | 14:03,52 (8.)  | 154,551    |
| 7.               | Mathieu Giroux     | Kanada      | 37,11 (6.)  | 6:34,61 (6.)  | 1:47,29 (5.)  | 14:04,47 (9.)  | 154,557    |
| 8.               | Joshua Wood        | USA         | 37,13 (7.)  | 6:42,27 (9.)  | 1:49,66 (8.)  | 13:58,95 (7.)  | 155,858    |
| 9.               | Patrick Meek       | USA         | 39,02 (12.) | 6:39,26 (8.)  | 1:51,08 (10.) | 13:58,89 (6.)  | 157,917    |
| 10.              | Leo Landry         | Kanada      | 37,95 (9.)  | 6:46,70 (10.) | 1:51,30 (11.) | 14:10,32 (10.) | 158,236    |
| 11.              | Scott Bickerton    | Kanada      | 38,65 (11.) | 6:47,35 (11.) | 1:50,93 (9.)  | 14:27,87 (12.) | 159,755    |
| 12.              | Stefan Waples      | Kanada      | 38,08 (10.) | 6:54,59 (12.) | 1:52,42 (12.) | 14:20,85 (11.) | 160,055    |

## Ženy
| Pořadí           | Jméno                 | Země   | 500 m      | 3 000 m      | 1 500 m      | 5 000 m      | Počet bodů |
| ---------------- | --------------------- | ------ | ---------- | ------------ | ------------ | ------------ | ---------- |
| Zlatá medaile    | Cindy Klassenová      | Kanada | 40,35 (3.) | 4:06,81 (1.) | 1:56,26 (1.) | 7:11,49 (2.) | 163,387    |
| Stříbrná medaile | Jilleanne Rookardová  | USA    | 40,14 (2.) | 4:07,88 (2.) | 1:57,56 (2.) | 7:09,59 (1.) | 163,599    |
| Bronzová medaile | Brittany Schusslerová | Kanada | 39,90 (1.) | 4:11,32 (3.) | 1:59,56 (3.) | 7:22,65 (4.) | 165,905    |
| 4.               | Kirsty Layová         | Kanada | 40,83 (4.) | 4:14,79 (4.) | 1:59,75 (4.) | 7:29,05 (5.) | 168,117    |
| 5.               | Nicole Garridová      | Kanada | 41,92 (7.) | 4:16,09 (5.) | 2:00,79 (5.) | 7:22,59 (3.) | 169,124    |
| 6.               | Maria Lambová         | USA    | 41,55 (6.) | 4:18,51 (6.) | 2:03,97 (7.) | 7:34,88 (6.) | 171,446    |
| 7.               | Brianne Tuttová       | Kanada | DSQ        | 4:19,62 (7.) | 2:03,57 (6.) | —            | 84,460     |
| 8.               | Ivanie Blondinová     | Kanada | 40,99 (5.) | DSQ          | DNS          | —            | 40,990     |